# Державний музей іграшки
Державний музей іграшки  — музейний заклад, що має унікальну колекцію іграшок від 30-х років минулого століття і до сьогодення. В музеї представлені історія промислової іграшки, українські народні іграшки, авторські роботи. Розташований у Києві. Почав працювати з 1 січня 2005 року. В колекції музею понад 15 тисяч експонатів. Підпорядковується Міністерству освіти і науки України.

## Історія
Ідея створення подібного музею виникла ще в 1933 році. Було видано постанову Президії ЦК ВКП (б) із пропозицією до Ради Народних Комісарів СРСР про організацію музеїв іграшок не тільки в Києві, а й у Москві, Харкові, Тифлісі (тепер Тбілісі) та Ташкенті. Було створено комітети, до складу яких увійшли представники народних комісарів, легкої промисловості, охорони здоров'я, а також інших організацій, що мають відношення до виробництва іграшок.
У 1936 році в Києві було проведено виставку, яка поклала початок унікальній колекції іграшок. Війна не сприяла виробництву іграшок, але вже в 1943 році почали виділятися матеріали та обладнання для їх випуску, а відновлення іграшкової промисловості відбулося в 1946 році.
Державний музей іграшки у Києві було створено розпорядженням Кабінету Міністрів України від 16 листопада 2003 року, але фінансування з'явилося лише з січня 2005 року. Власне, саме з цієї дати музей й почав приймати перших відвідувачів. На сьогоднішній день музей підпорядковується Міністерству освіти та науки.
У 2023 році Музей анонсував поповнення колекції.
Станом на 2024 рік у Музеї проводяться екскурсії, майстер-класи та виставки, у тому числі й колекцій музеїв з інших країн.

## Експозиція

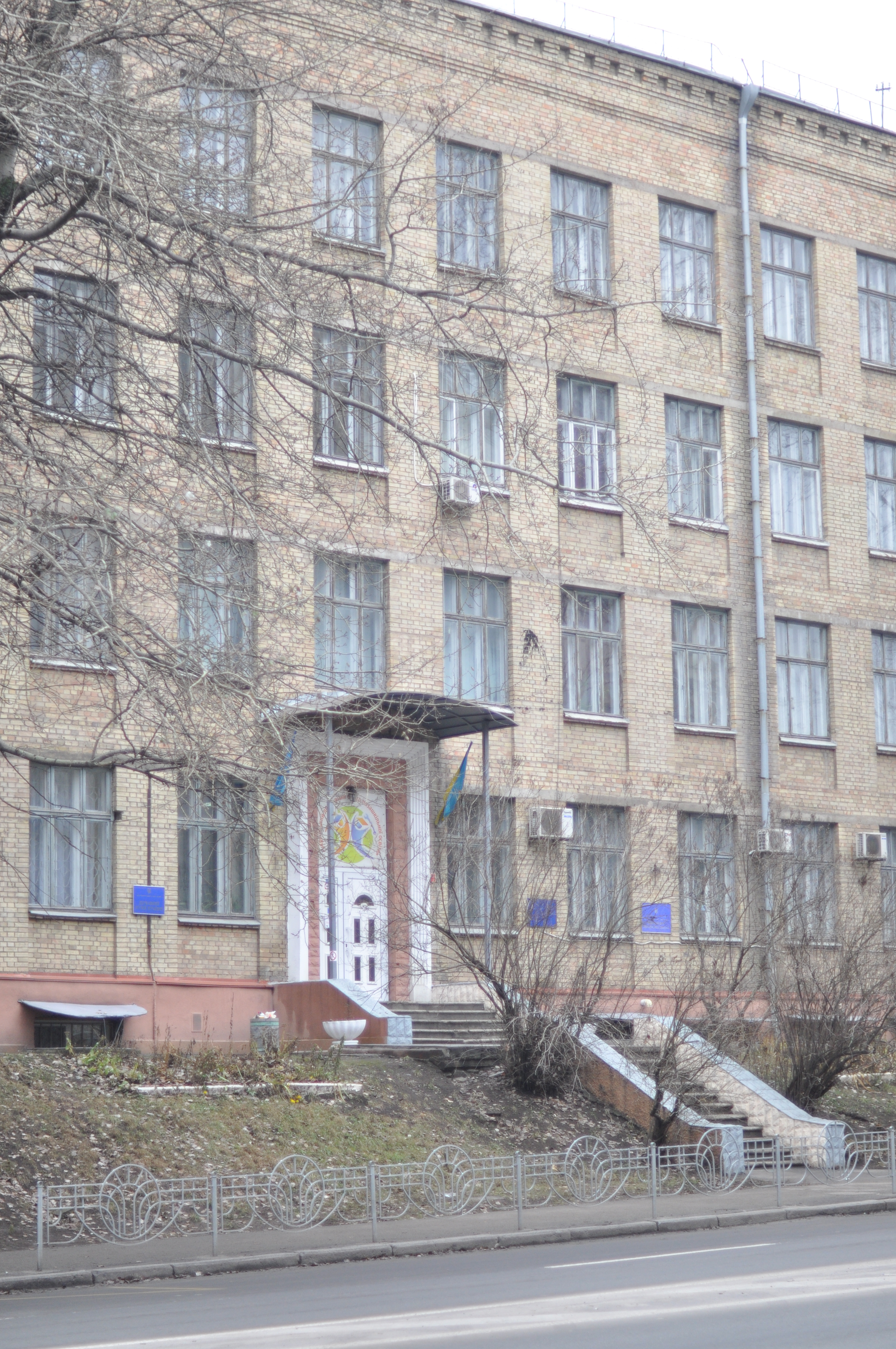
Фасад будівлі музею.

Колекція музею поповнювалася протягом 70 років, її розміри досягли 15 тисяч експонатів. До уваги відвідувачів іграшки, які були улюбленими для дідусів та бабусь сучасних дітей. Це й техніка (машини, парова топка, екскаватори, літаки), й настільна поліграфія (лото), й ляльки, мотанки, й народна іграшка (глиняні брязкальця, солом'яні бички, дерев'яні каталки). У колекції представлено ексклюзивні авторські роботи лялькарів радянських часів, унікальну бібліотеку настільно-поліграфічних ігор, надзвичайно барвисту й радісну колекцію українських народних іграшок. Є іграшки різних років: ляльки-міліціонери 30-х років, перші трансформери 30-х років, целулоїдні фігурки 40-х років, ретро ведмежата 50-х років, неваляшки 60-х років, заводні тваринки 60-х років.
У Державному музеї іграшки діють три постійні виставки. Перша — «історія іграшки», друга — «українська народна іграшка». Третя експозиція — це експонати, які абсолютно відрізняються від промислових та народних іграшок, в основному це авторські роботи, вони знаходяться в музеї в єдиному екземплярі. Щорічно напередодні Нового року в музеї відкривається додаткова виставка, присвячена ялинковим прикрасам та іграшкам. Більшість ялинкових прикрас радянської епохи, але є іграшки середини XIX століття.
У колекції музею близько 600 найменувань ляльок. Тут представлені одні з перших целулоїдних пупсиків. Є й ігрові ляльки, які зображали різні професії, вони відповідали ідеологічним запитам Радянської держави та повинні були допомогти дитині через гру отримати основи трудового виховання. У музеї також є унікальні сирні іграшки (дуже багато хто не знає про існування такої іграшки, а вона досі є в побуті мешканців західної України). Барвники в таких ляльках натуральні.
Крім ляльок у музеї є також промислові зразки швейних машинок (початку XX століття), іграшкові праски (від вугільних до електричних), діюча модель парової машини, перша штучна ялинка з курячого пір'я, велика іграшкова залізниця з ініціалами Сталіна.
Існують декілька джерел поповнення колекції музею. Це проведення конкурсів, а також подарунки колекціонерів-любителів. Так, в колекції є лялька академіка Богомольця, її подарувала музею невістка академіка. Ця лялька німецького виробництва початку XIX століття, сама по собі досить рідкісна та дорога.
Розклад роботи: вівторок-п'ятниця з 10:00 до 18:00, субота з 10.00 до 17.00, вихідні — неділя, понеділок.

## Музеї іграшок в інших країнах
- Список музеїв іграшки в різних країнах[de]
- The Strong National Museum of Play[en]
- Музей іграшки у Нюрнберзі [Архівовано 6 лютого 2018 у Wayback Machine.], Німеччина
- Метрополітен-музей, відділ іграшок, Нью-Йорк, США